# Liste des romans du Club des cinq

La série du Club des cinq, écrite par Enid Blyton, comporte vingt et un ouvrages originaux, certains titres anglais ayant été traduits sous deux formes en français. Puis une seconde série a été écrite et publiée par Claude Voilier.
Concernant la série originale, divers changements, parfois très importants, réalisés à la fin des années 1990 et au début du XXIe siècle dans de nouvelles éditions, sont considérés par certains critiques comme caviardés par le « politiquement correct ». Plusieurs livres avaient déjà été considérablement amputés avant des changements de titres.

## Liste des romans de la série originale d'Enid Blyton

### Le Club des cinq et le Trésor de l'île
- Numéro : 1
- Année de parution : 1942
- Titre original : Five on a Treasure Island (mot-à-mot : « Les Cinq sur une île au trésor »)
- Date de parution française : 1962
- Illustrations :
- Nombre de pages :
- Résumé : 
  - Mise en place de l'intrigue : Nous sommes dans le premier volume de l'aventure du Club des cinq. Alors qu'ils vont chez leur tante à Kernach pour les grandes vacances, c'est ici que se rencontrent les protagonistes, à savoir François, Mick, Annie et leur cousine Claude accompagnée de son chien Dagobert. Mais un rebondissement inattendu se produit : sur l'île de Kernach, les cinq trouvent une mystérieuse carte au trésor. Ils partent dès lors à la recherche du fameux trésor de l'île.
  - L'enquête :
  - Dénouement et révélations finales :
- Remarque : Avant ce volet, les personnages du Club des cinq ne se connaissaient pas. C'est à la suite de leur rencontre qu'une amitié fusionnelle va se créer, et que nous pouvons parler du Club des cinq en bonne et due forme.

### Le Club des cinq et le Passage secret / Le Club des cinq
- Numéro : 2
- Année de parution : 1943
- Titre original : Five Go Adventuring Again
- Titres : 
  - Le Club des cinq
  - Le Club des cinq et la passage secret
- Date de parution française : 1955
- Illustrations: Simone Baudoin

### Le Club des cinq contre-attaque
- Numéro : 3
- Année de parution : 1944
- Titre original : Five Run Away Together (mot-à-mot : « Les Cinq prennent le large ensemble »)
- Date de parution française : 1955
- Illustrations :
- Nombre de pages : 130
- Résumé : Une famille exécrable s'occupe des enfants en l'absence de M. et Mme Dorsel. Le club des cinq part donc s'installer sur l'île de Claude, mais ils ne seront pas aussi seuls qu'ils le souhaiteraient...
  - Mise en place de l'intrigue :
  - L'enquête :
  - Dénouement et révélations finales :
- Remarque : https://www.enidblytonsociety.co.uk/book-details.php?id=196

### Le Club des cinq en vacances
- Numéro : 4
- Année de parution : 1945
- Titre original : Five Go to Smuggler's Top (mot-à-mot : « Les Cinq et la tour du contrebandier »)
- Date de parution française : 1956
- Illustrations :
- Nombre de pages : 262
- Résumé : 
  - Mise en place de l'intrigue : Ce sont les vacances de Pâques : François, Mick et Annie se rendent chez les Dorsel. Tout le monde est très content de se retrouver. La nuit suivante, un terrible orage survient et se transforme en ouragan. Un hêtre du jardin s'abat sur la toiture de la maison. Au petit matin, les Dorsel annoncent aux enfants que la maison étant inhabitable, ils vont devoir loger ailleurs. Or justement M. Dorsel a reçu une proposition d'un de ses amis, M. Lenoir, invitant Claude. Peut-être accepterait-il de prendre en charge aussi les trois autres enfants ? Peu de temps après, la réponse de M. Lenoir est connue : il accepte d'héberger les enfants, mais étant phobique des chiens, il ne souhaite pas Dagobert à la maison. Claude refuse de se séparer de son chien, mais réfléchit à un plan pour l'emmener tout de même. Les Cinq vont chez les Lenoir, où ils font connaissance de leurs deux enfants : Mariette et Pierre, appelé « Noiraud » en raison de sa peau mate. Informé de l'existence de Dagobert, Noiraud propose à Claude de placer le chien dans une sorte de grotte/souterrain située sous la maison, sachant que les enfants pourront souvent sortir de la maison avec Dagobert, ce qui permettra de lui faire faire ses besoins et de lui donner à manger et à boire. Claude accepte évidemment cette proposition. Les Cinq découvrent la maison, ses habitants (notamment Simon, un domestique sourd) et ses souterrains. Noiraud révèle aussi aux Cinq un mystère : quelqu'un, depuis une vieille tour située non loin de là et dépendant de la propriété, émet les soirs de pleine lune des signaux lumineux. Les enfants sont intrigués.
  - L'enquête :
  - Dénouement et révélations finales :

### Le Club des cinq et les Saltimbanques
- Numéro : 5
- Année de parution : 1946
- Titre original : Five Go Off in a Caravan (mot-à-mot : « Les Cinq partent en roulotte »)
- Titres :
  - Le Club des Cinq et les saltimbanques
  - Le Club des Cinq et le cirque de l'étoile
- Date de parution française : 1965
- Illustrations :
- Nombre de pages : 181
- Résumé : 
  - Mise en place de l'intrigue : Dans ce tome du Club des cinq, Enid Blyton met en scène de nouvelles vacances pour de nouvelles aventures. Alors que nos personnages pensaient passer des vacances paisibles, nous les retrouvons cette fois dans un cirque. Au bord du précipice, les Cinq vont devoir faire face à une nouvelle aventure périlleuse. Seront-ils seuls ? Non, car un ami des plus originaux va les aider dans leurs péripéties.
  - L'enquête :
  - Dénouement et révélations finales :
- Remarque : Dans son ouvrage Théorie de la dictature paru en mai 2019, Michel Onfray évoque ce roman dans les termes suivants (pages 200-201) : « (…) Notre époque qui se veut en pointe du progrès réécrit les volumes publiés dans la série Le Club des cinq pour remplacer le passé simple par le présent, pour appauvrir le vocabulaire, pour raccourcir les descriptions, voire pour les faire franchement disparaître. Les « nous » se trouvent transformés en « on ». Le volume intitulé Le Club des cinq et les saltimbanques a été rebaptisé à l’eau bénite du politiquement correct, ce qui donne Le Club des cinq et le cirque de l'Étoile. Dans la nouvelle version la jeune fille qui pleurait ne pleure plus, elle faisait la cuisine elle ne la fait plus, les forains qui se méfiaient de la police ne s'en méfient plus, le petit garçon qui était battu par son oncle ne l’est plus, la vieille foraine qui récupère ses singes enfuis en parlant comme une sorcière ne grommelle plus, d'ailleurs le mot "grommeler" a franchement disparu, trop compliqué ; ce qui était : « Nous resterons ici aussi longtemps qu'il nous plaira » devient : « On restera ici aussi longtemps qu'on voudra », l'oncle qui prévoit un cambriolage ne le prévoit plus, l'information selon laquelle l'enfant a été élevé pour de l’argent passe à la trappe, comme toute autre qui montrerait que la vie n'est pas un long fleuve tranquille ou toute autre indication qui renseignerait sur la vérité de la nature humaine. Bien évidemment, dans ce récit réécrit, les enfants disposent d'un téléphone portable — voilà comment on éduque au plus tôt à la servitude volontaire. (…) ».

### Le Club des cinq joue et gagne
- Numéro : 6.
- Année de parution : 1947.
- Titre original : Five on Kirrin Island Again
- Résumé : 
  - Mise en place de l'intrigue :le roman évoque la disparition mystérieuse de M. Dorsel sur l'île de Kernach. Les Cinq vont tenter de le retrouver et découvrir qui l'a enlevé.
  - L'enquête : M. Dorsel a construit une sorte de phare sur l'île de Kernach, et a de plus un laboratoire secret. Il promet d'envoyer des signaux pour prouver qu'il va bien. Les cousins rencontrent un homme et son fils (Christophe), qui demande à pouvoir visiter Kernach. Il devient ami avec les cinq, mais son père pose beaucoup de questions sur les travaux de M. Dorsel. M. Dorsel leur annonce qu'il a l'impression de ne pas être seul sur l'île... Et demande à Claude de lui laisser Dagobert ! Ils présument que M. Dorsel a un laboratoire dans les souterrains de Kernach. Mais un jour, Claude ne voit pas Dagobert pendant les signaux que lui fait son père, et s'inquiète : elle se rend toute sur l'île, où elle voit sans se faire repérer des inconnus. En les suivant, elle trouve le laboratoire de M. Dorsel, fait prisonnier  par les inconnus. Il confie à Claude un carnet avec ses formules, qu'elle doit ramener à terre ; elle passe d'abord libérer son chien (à qui elle confie le carnet), mais se fait arrêter par les voleurs qui posent un ultimatum à M. Dorsel : soit il donne les formules, soit l'île saute ! Pendant ce temps, Dagobert va chercher les autres enfants, qui décident de le suivre jusqu'à un tunnel à l'entrée duquel ils croisent Christophe. Il leur apprend que l'homme avec qui il habite n'est pas son père mais son tuteur, et que c'est un voleur qui l'oblige à travailler avec lui.
  - Dénouement et révélations finales : Christophe leur révèle que le tunnel est un tunnel sous-marin relié à Kernach, et que les voleurs comptent l'emprunter après avoir mis des explosifs sur l'île. Annie va avertir Mme Dorsel pendant que les trois garçons et Dagobert rejoignent Claude et M. Dorsel. Les espions s'enfuient, et Annie vient les libérer avec des secours. Les voleurs sont arrêtés, et Christophe adopté non loin de la Villa des Mouettes...

### Le Club des cinq va camper
- Numéro : 7
- Année de parution : 1948
- Titre original : Five Go Off to Camp (mot-à-mot : « Les Cinq vont camper »)
- Date de parution française : 1957
- Illustrations :
- Nombre de pages : 219
- Résumé : 
  - Mise en place de l'intrigue : Dans ce volet du Club des cinq, François, Michel, Claude et Annie sont devenus inséparables. Alors que leurs aventures sont presque devenues une habitude, ils devront cette fois-ci faire face à d'effrayants et mystérieux "trains fantômes". Normalement accompagnés de Monsieur Clément, un des professeurs de Michel et François, celui-ci va finalement les délaisser au profit de sa quête d'insectes. Cela permettra aux Cinq inséparables de vaquer à leurs occupations, et surtout à leurs aventures.
  - L'enquête :
  - Dénouement et révélations finales :
- Remarque :

### Le Club des cinq en péril
- Numéro : 8
- Année de parution : 1949
- Titre original : Five Get Into Trouble (mot-à-mot : « Les Cinq ont des ennuis »)
- Date de parution française : 1957
- Illustrations :
- Nombre de pages : 172
- Résumé : 
  - Mise en place de l'intrigue : Cette fois-ci, les Cinq partent camper sans leurs parents. François, Michel, Annie et Claude ne sont accompagnés que de leur chien Dagobert. C'est à cette occasion qu'ils vont rencontrer un garçon à l'apparence étrange racontant des histoires énigmatiques. Par ce jeune homme nommé Richard qui sera enlevé par de mystérieux inconnus, les cinq amis seront précipités dans de nouvelles aventures dont celle de la taverne de la Chouette. Se demandant ce qu'il se passe dans cet étrange endroit, les compagnons sont également faits prisonniers, de telle sorte qu'ils devront ruser pour tromper la vigilance du Bossu, leur gardien.
  - L'enquête :
  - Dénouement et révélations finales :
- Remarque :

### Le Club des cinq et les Gitans
- Numéro : 9
- Année de parution : 1950
- Titre original : Five Fall Into Adventure (mot-à-mot : « Les Cinq retrouvent l'aventure »)
- Titres :
  - Le Club des Cinq et les gitans
  - Le Club des Cinq pris au piège
- Date de parution française : 1960
- Illustrations :
- Nombre de pages : 189 pages
- Résumé : 
  - Mise en place de l'intrigue : à partir de cet épisode, le Club des cinq comptera une personne de plus à leurs côtés : Jo la gitane. Cette dernière, malgré son caractère atypique qui ne plaît pas à toute la bande, sera d'un grand secours dans cette enquête où les Cinq devront faire face à des malfaiteurs.
  - L'enquête :
  - Dénouement et révélations finales :
- Remarque :

### Le Club des cinq en randonnée
- Numéro : 10
- Année de parution : 1951
- Titre original : Five on a Hike Together
- Date de parution française : 1958
- Illustrations :
- Nombre de pages : 195
- Résumé : 
  - Mise en place de l'intrigue : Dans ce volet, tout était réuni pour des vacances pénibles loin de tous les calvaires. Pourtant, un malheur survient pour nos Cinq héros : Dagobert, le chien membre à part entière de la bande, se blesse. La mission des cinq amis est donc de trouver un vétérinaire au plus vite. Pour ce faire, ils vont devoir errer seuls dans la campagne nocturne, et n'en sont pas très rassurés.
  - L'enquête :
  - Dénouement et révélations finales :
- Remarque :

### Le Club des cinq en roulotte
- Numéro : 11
- Année de parution : 1952
- Titre original : Five Have a Wonderful Time
- Titres :
  - Le Club des Cinq en roulotte
  - Le Club des Cinq et le Château de Mauclerc
- Date de parution française : 1960
- Illustrations :
- Nombre de pages : 181
- Résumé : 
  - Mise en place de l'intrigue : Le club des cinq a décidé de passer quelques jours de vacances dans deux roulottes installées sur le plateau de la colline. En face ils peuvent admirer le château Mauclerc en ruine, dont s’élève encore une tour qui semble presque intacte. Malheureusement Claude souffre d’un rhume et est forcée de rester à kernach. La fillette est furieuse mais son état s’améliore et elle convainc ses parents de rejoindre ses cousins. Ils se retrouvent alors dans l’euphorie pour de nouvelles aventures. Sur le même terrain des gens du voyage ont fait une halte pour quelque temps et ils craignent que les enfants leur apportent des problèmes. La situation aurait vite pu s’envenimer car les gitans décident de chasser le petit groupe. Mais l’arrivée de Jo qui vient voir son oncle Alfredo, le mangeur de feu, rétablit la situation, elle parvient à réconcilier tout le monde. En regardant les oiseaux volant autour du vieux château grâce à leurs jumelles, les enfants aperçoivent la silhouette d’une homme rodant près de la dernière tour encore intacte. Les Cinq se lancent alors dans une nouvelle enquête.
  - L'enquête :
  - Dénouement et révélations finales :
- Remarque :

### Le Club des cinq au bord de la mer
- Numéro : 12
- Année de parution : 1953
- Titre original : Five Go Down to the Sea
- Résumé : le roman évoque les vacances des Cinq au bord de la mer. L'arrivée d'un cirque au village, le comportement suspect des époux Penlan, l'existence de lumières étranges dans la nuit forment un mystère que les Cinq vont tenter de résoudre.
  - Mise en place de l'intrigue :
  - L'enquête :
  - Dénouement et révélations finales :

### La Locomotive du Club des cinq
- Numéro : 13
- Année de parution : 1954
- Titre original : Five Go to Mystery Moor
- Date de parution française : 1961
- Illustrations :
- Nombre de pages : 224
- Résumé : 
  - Mise en place de l'intrigue :
  - L'enquête :
  - Dénouement et révélations finales :
- Remarque :

### Enlèvement au Club des cinq
- Numéro : 14
- Année de parution : 1955
- Titre original : Five Have Plenty of Fun (mot-à-mot : « Les Cinq s'amusent »)
- Date de parution française : 1961
- Illustrations :
- Nombre de pages : 215
- Résumé : À la villa des Mouettes, les Dorsel accueillent la fille d'un confrère de l'oncle Henri. Claude se fait enlever à la place de la jeune fille.
  - Mise en place de l'intrigue :
  - L'enquête :
  - Dénouement et révélations finales :
- Remarque :

### Le Club des cinq se distingue
- Numéro : 15
- Année de parution : 1956
- Titre original : Five on a Secret Trail
- Titres :
  - Le Club des Cinq et la maison hantée
  - Le Club des Cinq se distingue
- Date de parution française : 1961
- Illustrations :
- Nombre de pages : 191
- Résumé : Dagobert s’est blessé à l’oreille et est forcé de porter une collerette en carton. Il devient un sujet de moquerie et Claude, très proche de lui ne supporte pas ces plaisanteries. Elle décide donc de partir camper dans la Lande, seule au début avant que ses cousins la rejoignent. Les filles découvrent un étrange garçon qui mène des fouilles archéologique près d’un ancien camp Romain. La nuit, d’étranges phénomènes se produisent, des lueurs et des cris… Après l’arrivée des garçons le Club des Cinq est au complet, ils décident alors de mener l’enquête... 
  - Mise en place de l'intrigue :
  - L'enquête :
  - Dénouement et révélations finales :
- Remarque :

### Le Club des cinq et les Papillons
- Numéro : 16
- Année de parution : 1957
- Titre original : Five Go to Billycock Hill
- Date de parution française : 1962
- Illustrations :
- Nombre de pages : 192
- Résumé : Vacance au Mont Perdu chez les parents de Philippe, l’ami de nos protagonistes. Entre éleveurs de papillons et pilote d’avion les vacances s’annoncent passionnante ! Ces dernières seront pourtant avant tout mystérieuses, tout comme Mr Grégoire et Mr Rousseau, les éleveurs de papillons qui s’intéressent moins aux insectes qu’aux avions. Un nouveau mystère à résoudre pour les Cinq ! 
  - Mise en place de l'intrigue : En vacance au Mont Perdu, les cinq accompagnés de leur ami Toby partent camper. Georges aperçoit et espionne un aérodrome et Toby dévoile que son cousin est un lieutenant de vol impliqué dans des tests expérimentaux…
  - L'enquête :  Une tempête explose et des bruits de moteurs d’avions se font entendre. Le lendemain deux avions ont disparu et la police militaire enquête. Les cinq accompagnés de Toby décident d’enquêter. Julian, Toby et Dick espionnent la ferme à travers les vitres et sont capturés brièvement avant d’être aidés. Le lendemain un petit garçon et son cochon disparaissent à la ferme. Les cinq et Toby interrogent un à un les suspects.
  - Dénouement et révélations finales :
- Remarque :

### Le Club des cinq aux sports d'hiver
- Numéro : 17
- Année de parution : 1958
- Titre original : Five Get Into a Fix
- Date de parution française : 1964
- Illustrations :
- Nombre de pages : 224
- Résumé : Claude, Annie, Mick et François accompagnés comme toujours de Dagobert partent pour les Alpes descendre les pistes de ski à toute vitesse. Cependant, une fois la nuit tombée, apparaît une étrange lueur et d’effrayants grondements… 
  - Mise en place de l'intrigue : En chemin pour la montagne le conducteur prend un mauvais virage et tombe sur un grand château avec de grandes tours et où se trouve un chien très en colère. Les cinq aperçoivent une voiture qui se déplace très lentement et plus tard ils apercevront une étrange femme, ainsi que de curieux bruits et même des camionnettes roulant vers ce château en pleine nuit…
  - L'enquête :
  - Dénouement et révélations finales :
- Remarque :

### Le Club des cinq et le Coffre aux merveilles
- Numéro : 18
- Année de parution : 1960
- Titre original : Five on Finniston Farm
- Date de parution française : 1962
- Illustrations :
- Nombre de pages : 192
- Résumé :  
  - Mise en place de l'intrigue :  Les cinq passent leur vacances à la ferme des Trois pignons, où ils rencontrent des jumeaux antipathiques, leur mère Mme Bonnard, leur chien Friquet, leur pie Zoé, et le grand père de Mme Bonnard. Ils croisent également un jeune américain (Junior) et son père (M. Henning). Les cinq se lient d'amitié avec les jumeaux, qui leur apprennent que l'Américain veut acheter les objets anciens de Mme Bonnard.
  - L'enquête : Les cousins apprennent l'existence d'un château brûlé dans la région, qui appartenait à la famille de Mme Bonnard, et dont les pierres sont dans l'architecture de la ferme. Le château avaient des souterrains. M. Henning essaie d'acheter les cheminées de la ferme, issues du château, mais le grand-père s'y oppose. Junior surprend les autres enfants parler des souterrains, et retrouver l'emplacement du château : il le rapporte à son père, qui commence des fouilles (au grand désespoir des cinq et des jumeaux). Grâce à Friquet et Zoé ils trouvent une entrée aux souterrains.
  - Dénouement et révélations finales :  Ils trouvent un coffre rempli de pièces d'or. Les Bonnard refusent de vendre les souterrains à M. Henning, qui essaye de les tromper en prétendant qu'ils sont vides. Les cinq décident de rester pour le reste de leur vacances afin d'aider à fouiller dans les trésors des souterrains !
- Remarque :

### La Boussole du Club des cinq
- Numéro : 19
- Année de parution : 1961
- Titre original : Five Go to Demon's Rocks
- Date de parution française : 1963
- Illustrations :
- Nombre de pages : 224
- Résumé : 
  - Mise en place de l'intrigue :
  - L'enquête :
  - Dénouement et révélations finales :
- Remarque :

### Le Club des cinq et le Vieux Puits
- Numéro : 20.
- Année de parution : 1962.
- Nombre de pages : 160
- Titre original : Five Have a Mystery to Solve
- Intrigue : le roman évoque la visite que font les Cinq à une île sur laquelle est située un vieux puits. On y découvre, dans son conduit, une porte qui permet d'accéder à une grotte qui contient des statues et diverses œuvres d'art.

### Le Club des cinq en embuscade
- Numéro : 21.
- Année de parution : 1963.
- Nombre de pages : 160
- Titre original : Five Are Together Again
- Intrigue : le roman évoque l'enquête des Cinq à la suite du vol de documents scientifiques.

## Liste des romans de la série additionnelle de Claude Voilier
À la mort d'Enid Blyton, la traductrice française Claude Voilier écrira vingt-quatre volumes supplémentaires de 1971 à 1985 (la traduction de la série resta longtemps extrêmement populaire dans les parties francophones de l'Europe).
Les premières éditions comportaient une page de texte pur et, en vis-à-vis, une page de bande-dessinée. Cette présentation a disparu dans les dernières éditions. 

### Les Cinq sont les plus forts
- Numéro : 1.
- Année de parution : septembre 1971.
- Nombre de pages :
- Résumé : le roman évoque la tentative des Cinq d'empêcher la commission d'un vol dans une maison.
  - Mise en place de l'intrigue :
  - L'enquête :
  - Dénouement et révélations finales :

### Les Cinq au Bal des espions
- Numéro : 2.
- Année de parution : novembre 1971.
- Nombre de pages :
- Résumé : le roman évoque la tentative des Cinq d'empêcher le vol de secrets scientifiques ; l'action se déroule en Suisse.
  - Mise en place de l'intrigue :
  - L'enquête :
  - Dénouement et révélations finales :

### Le Marquis appelle les Cinq
- Numéro : 3
- Année de parution : 1972
- Remarque : Retitré Les Cinq mènent l'enquête en 2011.
- Illustrations : Jean Sidobre
- Nombre de pages :
- Résumé : 
  - Mise en place de l'intrigue :
  - L'enquête :
  - Dénouement et révélations finales :
- Remarque :

### Les Cinq au Cap des tempêtes
- Numéro : 4
- Année de parution : 1972
- Illustrations : Jean Sidobre
- Nombre de pages : 187
- Résumé : 
  - Mise en place de l'intrigue :  Les cinq vont au cap des tempêtes chez le professeur Lagarde et son fils, leur ami Pilou (ainsi que son singe Berlingot et leur tigre Attila). Mais la nuit, Claude croit voir deux hommes dans le jardin... Le lendemain matin, Attila a disparu ! Ses kidnappeurs exigent la nouvelle formule du professeur.
  - L'enquête :  Les enfants décident de guetter les ravisseurs qui vont venir déposer une nouvelle lettre, sans succès : ils demandent la décision du professeur, qui est décidé à sauver sa formule. Un chien vient chercher la réponse du professeur : les enfants le suivent., mais les bandits semblent être partis en bateau. Le lendemain, une lettre arrive pour Pilou ! Elle lui ordonne de voler la formule à son père en échange d'Attila. Les cinq enfants décident d'aller au zoo voisin dans l'espoir d'y trouver Attila, sans succès. Claude élabore un plan pour qu'ils puissent suivre le bateau des voleurs après la réponse de Pilou, mais c'est un nouvel échec. Les voleurs fixent, par lettre, un autre ultimatum à Pilou : les enfants capturent le chien qui amenait les lettres aux kidnappeurs. Ils vont le cacher dans le phare de Pilou, mais ils y trouvent Attila !
  - Dénouement et révélations finales :  Les bandits arrivent au phare, les enfants n'ont que le temps de se cacher. Ils parviennent à s'échapper en enfermant les voleurs, en pleine tempête. Les gendarmes interceptent les voleurs qui tentaient de s'enfuir.
- Remarque :

### Les Cinq à la télévision
- Numéro : 5
- Année de parution : 1973
- Illustrations : Jean Sidobre
- Nombre de pages :
- Résumé : 
  - Mise en place de l'intrigue :
  - L'enquête :
  - Dénouement et révélations finales :
- Remarque :

### Les Cinq et les Pirates du ciel
- Numéro : 6.
- Année de parution : 1973.
- Nombres de pages : 139
- Résumé : le roman évoque la tentative des Cinq de faire face à un détournement d'avion commis par des pirates de l’air. L'action se déroule au Brésil, et spécialement en Amazonie.
  - Mise en place de l'intrigue : Les quatre enfants et Dagobert vont au Brésil (en colonie de vacances), en avion. Les moniteurs (Luc, Marco, Julien) révèlent soudain, armes à la main, qu'ils sont des pirates du ciel. Ils prennent Annie en otage, et font descendre les autres passagers, mais les François Mick et Claude se cache dans l'avion. Mais après quelques heures de vol, l'avion se pose en catastrophe !
  - L'enquête : Ils se retrouvent coupés du monde, dans une immense forêt. Des indiens (les Jivaros) les capturent. Les enfants peuvent circuler librement dans le village mais ne peuvent pas en sortir. Ils découvrent que le sorcier est un ancien aviateur belge qui s'est lui aussi posé dans la forêt à cause d'un souci dans son avion. Il arrive à réparer la radio de l'avion. Pendant ce temps, les enfants partent à la recherche d'un ancien trésor, qui ne peut selon la légende être trouvé que par des enfants. Mais pendant leur voyage, la tribu ennemi les attaquent : Dagobert et Claude les font fuir. Ils arrivent à l'emplacement du trésor (une idole en or) où les enfants et l'aviateur retrouvent les pirates, qui avaient échappé aux Jivaros : ces derniers les attrapent et les condamnent à mort.
  - Dénouement et révélations finales : Claude trouve un plan pour les sauver : Marco, grâce à ses dons de ventriloque, doit faire parler l'idole. L'aviateur, dans son rôle de sorcier, les aident. Grâce à la ruse de Claude, ils sont tous libres de partir. La radio réparée leur sert à appeler les secours : ils s'envolent de nouveau, en hélicoptère. Les pirates écopent d'une peine de prison, et l'aviateur retrouve sa vie : les cinq sont même photographiés pour les journaux !

### Les Cinq contre le Masque noir
- Numéro : 7
- Année de parution : 1974
- Illustrations : Jean Sidobre
- Nombre de pages : 186
- Résumé :  
  - Mise en place de l'intrigue :  Les cinq vont avec M. et Mme Dorsel en croisière, accompagnés de leur ami Pilou et de son singe Berlingot. Ils rencontrent leurs compagnons de voyage, et en particulier Max Normand qui leur est fort sympathique. A peine à bord ils apprennent que le Masque noir, malfaiteur international, se trouve sur le même bateau. Ils constatent que Max est prestidigitateur et  ventriloque, et deviennent amis avec lui. Mais la broche en diamant d'une passagère disparait !
  - L'enquête : Lors d'un bal masqué donné sur le bateau, plusieurs personnes se déguisent en Masque noir. Un collier de diamants est volé, et Claude trouve une carte de visite du Masque noir. A l'occasion d'une escale, un homme est agressé et volé. Max promet d'aider les enfants dans leur enquête. De nouveaux vols surviennent. Les cinq et Pilou innocentent peu à peu les passagers. Berlingot ramène des cartes de visite du Masque noir,, mais les passagers ne parviennent pas à savoir où il les a prises. Annie entend, derrière une porte, deux passagers (Jean Bellac et Lucien Merlot) dire qu'ils sont le Masque noir, mais ils ont un alibi... Le Masque noir vole les travaux de M. Dorsel et du professeur Lagarde (père de Pilou). Ils se rendent compte, grâce à la perspicacité de Claude, que le Masque noir et Max Normand ne font qu'un.
  - Dénouement et révélations finales :  Les enfants décident de piéger Max. Ils lui font croire que le professeur a mis ses travaux dans sa chaussure. Max essaye de les voler, mais est capturé. Ils parviennent même à retrouver les bijoux volés !
- Remarque :

### Les Cinq et le Galion d'or
- Numéro : 8.
- Année de parution : novembre 1974.
- Illustrations : Jean Sidobre.
- Nombre de pages : 148.
- Résumé :  
  - Mise en place de l'intrigue (pages 7 à 54) : L'été revenu, les Cinq décident d'aller camper quelques jours sur l'île de Claude, dans la baie de Kernach. Hélas, peu de temps après, un orage arrive et les enfants doivent supporter la tempête. Les mouvements de houle ont fait qu'un navire qui avait coulé près de l’île est désormais visible. Les enfants vont le « visiter » et découvrent que le navire s'appelle « Le Galion d'or » et qu'il contient des lingots d'or !
  - L'enquête (pages 55 à 130) : Les Cinq parlent de leur découverte au père de Claude. Henri Dorsel leur apprend que deux ans auparavant, trois hommes avaient dérobé un yacht en France et que ce navire avait ensuite coulé en un endroit inconnu. Les hommes étaient soupçonnés d'avoir commis un vol à main armée et d'avoir dérobé des centaines de kilogrammes d'or avant de s'enfuir avec le bateau volé, mais leur culpabilité pour le vol des lingots n'avait pas pu être établie. Ils avaient été condamnés uniquement pour le vol du yacht (eux prétendaient qu'ils l'avaient « emprunté pour une escapade en mer »). Or justement, l'oncle Henri leur révèle que les trois hommes ont été libérés il y a quelques jours, ayant purgé leur peine. Il propose aux enfants d'aller informer la gendarmerie de leur découverte. Les gendarmes sont donc alertés et une recherche du navire est faite. Si effectivement le bateau est découvert, en revanche on ne retrouve nulle trace d'or ! Les enfants en déduisent que les trois hommes sont venus dans la matinée retirer l'or du navire. Les bandits doivent être loin, à présent ! Plus tard, Claude aperçoit des hommes venus sur son île, et apprend que ce sont les trois bandits qui, après avoir caché leur butin sur l'île, viennent le récupérer ! Claude est faite prisonnière, ainsi que Dagobert. Mais les bandits ont le temps de déménager l'or vers un autre endroit. Par la suite, les enfants rencontrent un jeune garçon, Pierrou, atteint d'un trouble mental congénital. Ils s'aperçoivent que le garçon, qui habite seul dans une misérable cabane, a reçu la visite des voleurs, qui l'ont payé pour que l’or soit entreposé dans un trou dans la cabane ! Mais les bandits arrivent, ligotent les enfants, et déménagent une seconde fois l'or. Continuant leurs recherches, les enfants découvrent l'endroit où les bandits ont entreposé l'or : dans des sarcophages du monastère (abandonné) de Saint-Pardon. Les enfants transportent l’or à quelques dizaines de mètres de là et le dissimulent. Voyant arriver les bandits, les jeunes gens se cachent dans le clocher du monastère. Les voleurs découvrent que leur butin a disparu et se mettent à le rechercher. Mick marche par mégarde sur la queue de Dagobert si bien que ce dernier aboie fortement. Les bandits comprennent que les enfants sont cachés dans la tour…
  - Dénouement et révélations finales (pages 130 à 148) : François, Mick et Annie quittent le clocher par un trou permettant de faire passer la corde de sonnerie de la cloche. Claude se barricade dans la tour et, avec Dagobert, attend les voleurs. Plus tard ces derniers pénètrent dans la tour au moment où les gendarmes arrivent sur les lieux pour les arrêter. La banque paie aux Cinq une forte récompense pour avoir retrouvé l'or volé. Les Cinq ne veulent pas garder cette récompense pour eux : ils font procéder à l’achat d'une petite maison qu'ils offrent à Pierrou, qui ne résidera plus dans sa pauvre petite cabane.

### Les Cinq font de la brocante
- Numéro : 9
- Année de parution : 1975
- Illustrations : Jean Sidobre
- Remarque : Retitré Les Cinq et la statue inca en 2012.
- Nombre de pages :
- Résumé : 
  - Mise en place de l'intrigue :
  - L'enquête :
  - Dénouement et révélations finales :
- Remarque :

### Les Cinq se mettent en quatre
- Numéro : 10
- Année de parution : 1975
- Illustrations : Jean Sidobre
- Nombre de pages : 160
- Résumé : 
  - Mise en place de l'intrigue :
  - L'enquête :
  - Dénouement et révélations finales :
- Remarque :

### Les Cinq dans la cité secrète
- Numéro : 11
- Année de parution : 1976
- Illustrations : Jean Sidobre
- Nombre de pages :
- Résumé : 
  - Mise en place de l'intrigue :
  - L'enquête :
  - Dénouement et révélations finales :
- Remarque :

### La fortune sourit aux Cinq
- Numéro : 12
- Année de parution : 1976
- Illustrations : Jean Sidobre
- Remarque : Retitré Les Cinq et la Fortune des Saint-Maur en 2012.
- Nombre de pages : 146
- Résumé : 
  - Mise en place de l'intrigue :
  - L'enquête :
  - Dénouement et révélations finales :
- Remarque :

### Les Cinq et le Rayon Z
- Numéro : 13
- Année de parution : 1977
- Illustrations : Jean Sidobre
- Nombre de pages :
- Résumé : 
  - Mise en place de l'intrigue :
  - L'enquête :
  - Dénouement et révélations finales :
- Remarque :

### Les Cinq vendent la peau de l'ours
- Numéro : 14.
- Année de parution : décembre 1977.
- Illustrations : Claude Pascal.
- Nombre de pages : 149.
- Résumé : 
  - Mise en place de l'intrigue (pages 9 à 42) : Le 24 décembre, les Cinq se promènent en ville. Dans le Grand bazar de Kernach, le marchand venant de recevoir trois lots de douze oursons, François offre à Annie l'un des oursons en peluche. Le soir, les enfants sont invités au réveillon chez les Tanguy. M. Tanguy a acheté un lot de 12 oursons chez le marchand et s'en est servi pour décorer le sapin de Noël. En pleine soirée, les lumières s'éteignent brusquement, et quelqu'un… vole l'arbre de Noël. Tout le monde est stupéfait de ce vol incompréhensible. Le lendemain, on apprend le vol, durant la nuit du réveillon, chez le marchand de jouets, des deux caisses contenant le reliquat des oursons en peluche. Le 26 décembre, les Cinq vont interroger le marchand pour en savoir plus. Ils rencontrent un étrange journaliste qui les ignore, jusqu'au moment où Annie fait savoir qu'elle a en sa possession un ourson, le seul en fin de compte qui n'a pas été volé. À ce moment-là, le journaliste s'intéresse à elle et lui pose quelques questions, notamment sur la date de l'achat et sur son domicile. Puis une étrange femme demande à Annie de lui vendre son ourson pour en faire cadeau à son fils qui serait malade. Les enfants ont compris qu'il y a un lien entre le vol de l'arbre de Noël et le cambriolage du marchand de jouets.
  - Enquête et aventures (pages 43 à 110) : Au premier abord, l'ourson d'Annie semble ne rien présenter d'exceptionnel. Les enfants l'ouvrent et découvrent, dans le corps du nounours, un papier sur lequel est marqué un plan. Tout cela semble bien mystérieux, mais la preuve est faite : les voleurs, depuis le début, recherchent ce plan. Puis l'ourson d'Annie est dérobé alors que les Cinq se promènent à vélo (l'ourson ne contenait pas le plan). Par la suite, les Cinq font l'objet d'une injonction par un inconnu : ou bien ils lui remettent le papier avant le lendemain midi en le plaçant sous une pierre qu'il leur désigne, ou bien il s'en prendra à eux. Les Cinq décident de créer un faux plan, puis remettent ce faux plan à l'endroit indiqué. Ils font le guet et voient venir un motard qui vient récupérer le plan. Pendant que l'homme récupère le plan, ils fouillent la moto et y découvrent une enveloppe au nom de « Siméon Rebouc », résidant à Pléjar. Le lendemain, ils se rendent à Pléjar et recherchent le domicile de Siméon Rebouc, qui a mauvaise réputation. Les Cinq aperçoivent le motard en train de discuter avec un autre homme. Ils entendent ces derniers discuter entre eux et évoquer La Maison mauve. Le 31 décembre, les Cinq découvrent la localisation de cette maison et surprennent, dans la soirée, les voleurs en train de creuser un trou. Guidés par le faux plan, ils ne découvrent évidemment rien. Après que les bandits ont quitté la maison, les Cinq y pénètrent et, guidés par le vrai plan, mettent au jour le trésor enterré : des toiles de maîtres volées récemment par un dénommé Garbin. Celui-ci est actuellement emprisonné et s'est servi des oursons, fabriqués en prison, pour transmettre le plan à ses complices. Les voleurs reviennent dans la maison et surprennent les enfants. Ils les font prisonniers, s'emparent des toiles et prennent la fuite.
  - Dénouement et révélations finales (pages 110 à 149) : Grâce à Dagobert qui lacère les liens de Claude, les Cinq parviennent à s'échapper de la Maison mauve. À la suite d'une rencontre avec des gendarmes qui les prennent pour des malfaiteurs, M. Dorsel est appelé à la gendarmerie et convainc les gendarmes de procéder à une enquête. Le frère de Siméon Revouc est auditionné. Le bateau pris par les trois bandits (Léon, Siméon et Irène) est arraisonné et fouillé. Si les gendarmes ne trouvent pas les toiles, en revanche les Cinq ont vite fait de les découvrir, cachées sous une banquette. Les bandits sont immédiatement placés en garde à vue. Après cette longue nuit agitée, les Cinq passent un jour de l'an serein et au chaud chez les Dorsel.

### Les Cinq aux rendez-vous du Diable
- Numéro : 15
- Année de parution : 1978
- Illustrations : Claude Pascal
- Nombre de pages : 152
- Résumé : 
  - Mise en place de l'intrigue :
  - L'enquête :
  - Dénouement et révélations finales :
- Remarque :

### Du neuf pour les Cinq
- Numéro : 16
- Année de parution : 1978
- Illustrations : Claude Pascal
- Commentaire : Retitré Les Cinq et le Portrait volé en 2013.
- Nombre de pages :
- Résumé : 
  - Mise en place de l'intrigue :
  - L'enquête :
  - Dénouement et révélations finales :
- Remarque :

### Les Cinq et le Diamant bleu/Les Cinq et le Rubis d'Akbar
- Numéro : 17
- Année de parution : 1979
- Illustrations : Claude Pascal
- Nombre de pages :
- Résumé : 
  - Mise en place de l'intrigue :
  - L'enquête :
  - Dénouement et révélations finales :
- Remarque :

### Les Cinq et le Trésor de Roquépine
- Numéro : 18
- Année de parution : 1979
- Illustrations : Claude Pascal
- Nombre de pages : 160
- Résumé : 
  - Mise en place de l'intrigue :
  - L'enquête :
  - Dénouement et révélations finales :
- Remarque :

### Les Cinq en croisière
- Numéro : 19
- Année de parution : 1980
- Illustrations : Claude Pascal
- Nombre de pages : 160
- Résumé : 
  - Mise en place de l'intrigue :
  - L'enquête :
  - Dénouement et révélations finales :
- Remarque :

### Les Cinq jouent serré
- Numéro : 20
- Année de parution : 1980
- Illustrations : Claude Pascal
- Nombre de pages : 160
- Résumé : 
  - Mise en place de l'intrigue :
  - L'enquête :
  - Dénouement et révélations finales :
- Remarque :

### Les Cinq contre les Fantômes
- Numéro : 21
- Année de parution : 1981
- Illustrations : Buci
- Nombre de pages :
- Résumé : 
  - Mise en place de l'intrigue :
  - L'enquête :
  - Dénouement et révélations finales :
- Remarque :

### Les Cinq en Amazonie
- Numéro : 22
- Année de parution : 1983
- Illustrations : Annie-Claude Martin
- Nombre de pages : 160
- Résumé : 
  - Mise en place de l'intrigue :
  - L'enquête :
  - Dénouement et révélations finales :
- Remarque :

### Les Cinq et le Trésor du pirate
- Numéro : 23
- Année de parution : 1984
- Illustrations : Frédéric Rébéna
- Nombre de pages : 160
- Résumé : 
  - Mise en place de l'intrigue :
  - L'enquête :
  - Dénouement et révélations finales :
- Remarque :

### Les Cinq contre le Loup-garou
- Numéro : 24
- Année de parution : 1985
- Illustrations : Annie-Claude Martin
- Nombre de pages :
- Résumé : 
  - Mise en place de l'intrigue :
  - L'enquête :
  - Dénouement et révélations finales :
- Remarque :

### La Grande Énigme du Club des cinq
Un nouveau livre, La Grande Énigme du Club des Cinq  (ISBN 978-2012017566), a paru en 2009 chez Hachette.
Il s'agit, sous la forme d'un livre interactif, de résoudre la seule énigme que le club n'a pas réussi à faire aboutir. L'édition originale anglaise, La Grande Énigme du Club des Cinq  (ISBN 978-0340970836), comprend en plus de l'aventure, plus d'illustrations, des bonus informatifs (se servir d'une boussole, premiers secours, etc.) autour de l'aventure et quelques gadgets détachables.

## Les illustrateurs
Plusieurs illustrateurs se sont succédé dans l'histoire de l'édition du Club des Cinq. Chacun a marqué un peu les aventures dans son époque.

## Éditions françaises
Pour la France, la série est d'abord  éditée dans son ensemble dans la collection Bibliothèque rose, chez Hachette avant de passer dans la collection Bibliothèque verte,  chez le même éditeur.
Il existe néanmoins quelques autres éditions connues :
- Collection Ségur Fleuriot chez Hachette : format cartonné avec une reliure (1955-1957)
- Nouvelle collection Ségur chez Hachette : format souple (années 1960).
- Idéal-Bibliothèque chez Hachette : moyen format cartonné avec une reliure (années 1960).
- La Galaxie ou Collection Vermeille chez Hachette : grand format cartonné (années 1970).
- Collection J et Junior de poche chez ODEJ : format cartonné relié pour le premier ; format souple pour le second.